# Wilhelm Keller (Komponist)

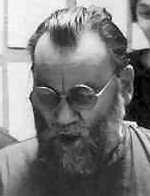
Wilhelm Keller (1985)

Wilhelm Keller (* 8. August 1920 in Wels, Österreich; † 4. Juni 2008 in Salzburg) war ein österreichischer Universitätsprofessor, Musikpädagoge, Komponist, Musiker und Autor.

## Leben und Werk
Wilhelm Keller studierte Musik, Musikerziehung und Philosophie in Salzburg, Innsbruck, Leipzig (1943–1945 bzw. 1946 privat bei Johann Nepomuk David) und Münster, wurde im Zweiten Weltkrieg schwer verwundet. Ab 1945 war er Lehrer für Tonsatz und Liedkorrepetition am Mozarteum in Salzburg. 1950 wurde er zum Dozenten für Musiktheorie an der Musikakademie in Detmold berufen. Ab 1960 war er Dozent für Musikerziehung an der PH Lüneburg. 1962 kehrte er auf Einladung von Carl Orff nach Salzburg zurück, wo er das Orff-Institut am Mozarteum mit aufbaute. 1964 wurde er zum Professor ernannt. Ab 1973 leitete er das von ihm initiierte Institut für Musikalische Sozial- und Heilpädagogik in Salzburg. Er emeritierte 1991.
Seit 1964 engagierte Keller sich für das Salzburger Adventsingen und lieferte zahlreiche Kompositionen dafür ab. Die Pro Merito-Ehrenmedaille der Carl-Orff-Stiftung wurde ihm 1991 verliehen. Er war Mitglied der Textautoren- und Komponistengruppe TAKT.
Keller veröffentlichte zahlreiche Bücher, Kompositionen, Schallplatten, Artikel in Fachzeitschriften und Sammelwerken. Hier ist insbesondere ein zweibändiges „Handbuch der Tonsatzlehre“ (gedruckte Widmung: „Johann Nepomuk David – meinem Lehrer“) zu nennen, sowie Einführungsschriften zu Carl Orffs Antigonae und fünf Bände der musikpädagogischen Reihe „Ludi Musici“.
Auf dem Kieler Kongress des Instituts für Neue Musik und Musikerziehung 1959 in Darmstadt definierte er den Begriff „Personanz“ als Stilkriterium der Neuen Musik. Der Sender Freies Berlin strahlte die Referate dieses Kongresses 1960 aus. Sie erschienen ebenso als Kongressbericht in der Reihe Stilkriterien der Neuen Musik.
Wilhelm Keller engagierte sich in den fünfziger und sechziger Jahren von Detmold aus zugunsten von Kriegsdienstverweigerern, war 1958 Mitbegründer des Verbands der Kriegsdienstverweigerer und lange Jahre dessen Vorsitzender. Der Verband war einer der deutschen Zweige der War Resisters’ International, deren Grundsatzerklärung lautet „Der Krieg ist ein Verbrechen an der Menschheit. Ich bin daher entschlossen, keine Art von Krieg zu unterstützen und an der Beseitigung aller Kriegsursachen mitzuarbeiten.“ Keller war 1960 einer der Redner auf der Abschlusskundgebung des ersten Ostermarsches „gegen Atomwaffen jeder Nation“ in Bergen-Hohne. Im Frühjahr 1960 verlor er „aufgrund seines pazifistischen Engagements seine Dozentenstelle an der Nordwestdeutschen Musikakademie in Detmold.“

## Werke (Auswahl)
- Passion (Text: Wilhelm Willms) Hänssler, Stuttgart
- Robo, der Roboter, Fidula, Boppard/Rhein 1977
- Die Völker spielen Völkerball, Merseburger, Kassel 1978
- ... die Liab ist übergross!, Emil Katzbichler, 1979
- Jahresdauerlauf, Fidula, Boppard/Rhein 1980
- Ostertanzlied (Text Wilhelm Willms), Fidula, Boppard/Rhein 1981
- Qua-, qua-, quatsch, Fidula, Boppard/Rhein 1981
- Sonnenlied (Text: Franz von Assisi), Fidula, Boppard/Rhein
- Nigunim, Fidula, Boppard/Rhein 1982
- Karnevalkantatchen, Fidula, Boppard/Rhein 1982
- Der Gevatter Tod, Ernst Klett, Stuttgart 1982
- Muttertag, Fidula, Boppard/Rhein 1983
- Der kleine Trommler, Fidula, Boppard/Rhein 1983
- Wenn der Mantel der Bitterkeit fällt, Fidula, Boppard/Rhein 1986
- Rotula, Fidula, Boppard/Rhein 1990
- Der Tanz, Fidula, Boppard/Rhein 1995
- Magnificat (1985) (= Musica-Pretiosa). Cornetto, Stuttgart 1995
- Organa pro organo, Alfred Coppenrath, Altötting 1996

## Diskografie (Auswahl)
- 1978 LP Das Weihnachtsspiel Fidula-Verlag
- 1981 LP Verborgener Gott (nach Psalmen von Ernesto Cardenal), Fidula-Verlag
- 1981 LP Die Auftakteule Fidula-Verlag
- 1981 LP Oaner geht um im Land, Teldec
- 1996 CD Carmina humana, Sony
- 2000 CD Adventus Domini : die Wölfe werden bei den Lämmern wohnen, Salzburger Weihnachtsoratorium, Profil-Verlag

## Publikationen (Auswahl)
- Ludi musici, Fidula-Verlag, fünf Bände.
- Handbuch der Tonsatzlehre, 2 Bände. Gustav Bosse, Regensburg 1957–1959.
- Volkslieder aus Salzburg, Österreichischer Bundesverlag, 1949.
- Carl Orffs Antigonae, Schott, Mainz 1950.
- Einführung in „Musik für Kinder“ (Orff-Schulwerk), Schott, Mainz 1954. Neufassung Schott, Mainz 1963.
- Die Auftakteule, 13-1 Galgenlieder v. Christian Morgenstern. Fidula-Verlag, 1955.
- mit Hans Kromp: Der Sonnenkäfer, Fidula-Verlag, 1955
- Introduction to music for children, Schott, 1974, ISBN 0-930448-10-3.
- Günter Bialas (= Komponisten in Bayern, 5). Schneider, Tutzing 1984, ISBN 978-3-7952-0431-0.
- Carl Orff: Werfel-Lieder, in: Melos. Vierteljahresschrift für zeitgenössische Musik. Jahrgang 46, Heft 3.Schott, Mainz 1984
- Erna Woll (= Komponisten in Bayern, 12), Schneider, Tutzing 1987, ISBN 978-3-7952-0509-6.
- Johann Nepomuk David als Mensch, Komponist und Lehrer in Leipzig, Gmunden und Salzburg 1943–1947. Gedächtnisprotokolle eines Schülers und Schützlings (mit Anmerkungen von Bernhard A. Kohl), in: Johannes Forner (Hg.): 150 Jahre Musikhochschule 1843–1993. Festschrift Hochschule für Musik und Theater „Felix Mendelssohn Bartholdy“ Leipzig. Kunst und Touristik, Leipzig 1993.
- Musikalische Lebenshilfe. Schott, Mainz 1996.